# 1871 na literatura

## Eventos
- 25 de Março - Fundação, em Belém, da Biblioteca e Arquivo Público do Pará.

## Nascimentos
| Data          | Nome                | Profissão                                      | Nacionalidade                      | Observações | Ref |
| ------------- | ------------------- | ---------------------------------------------- | ---------------------------------- | ----------- | --- |
| 10 de Julho   | Marcel Proust       | escritor                                       | França                             | m. 1922     |     |
| 16 de julho   | Alfredo de Mesquita | jornalista, escritor, olisipógrafo e diplomata | Portugal                           | m. 1931     |     |
| 9 de Agosto   | Leonid Andreiev     | escritor                                       | Rússia                             | m. 1919     |     |
| 9 de Setembro | Ralph Hodgson       | poeta                                          | Inglaterra                         | m. 1962     |     |
| ??            | Yehoash             | escritor na língua iídiche                     | Rússia (Lituânia) / Estados Unidos | m. 1927     |     |

## Mortes
| Data           | Nome         | Profissão         | Nacionalidade | Observações | Ref |
| -------------- | ------------ | ----------------- | ------------- | ----------- | --- |
| 6 de Julho     | Castro Alves | poeta             | Brasil        | n. 1847     |     |
| 12 de Setembro | Júlio Dinis  | médico e escritor | Portugal      | n. 1839     |     |